# Архітектура Кропивницького

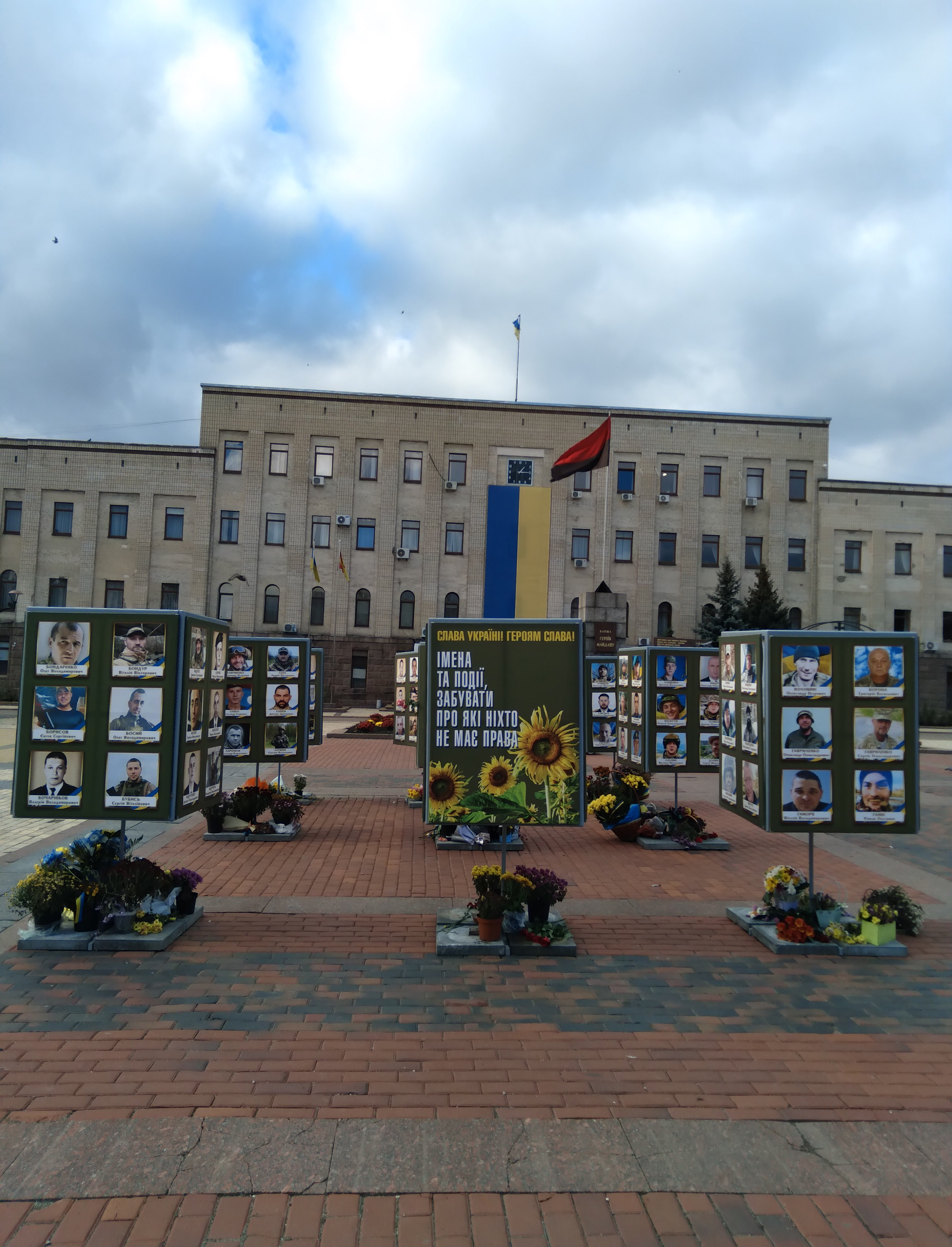
Площа Героїв Майдану — центральна міська площа Кропивницького

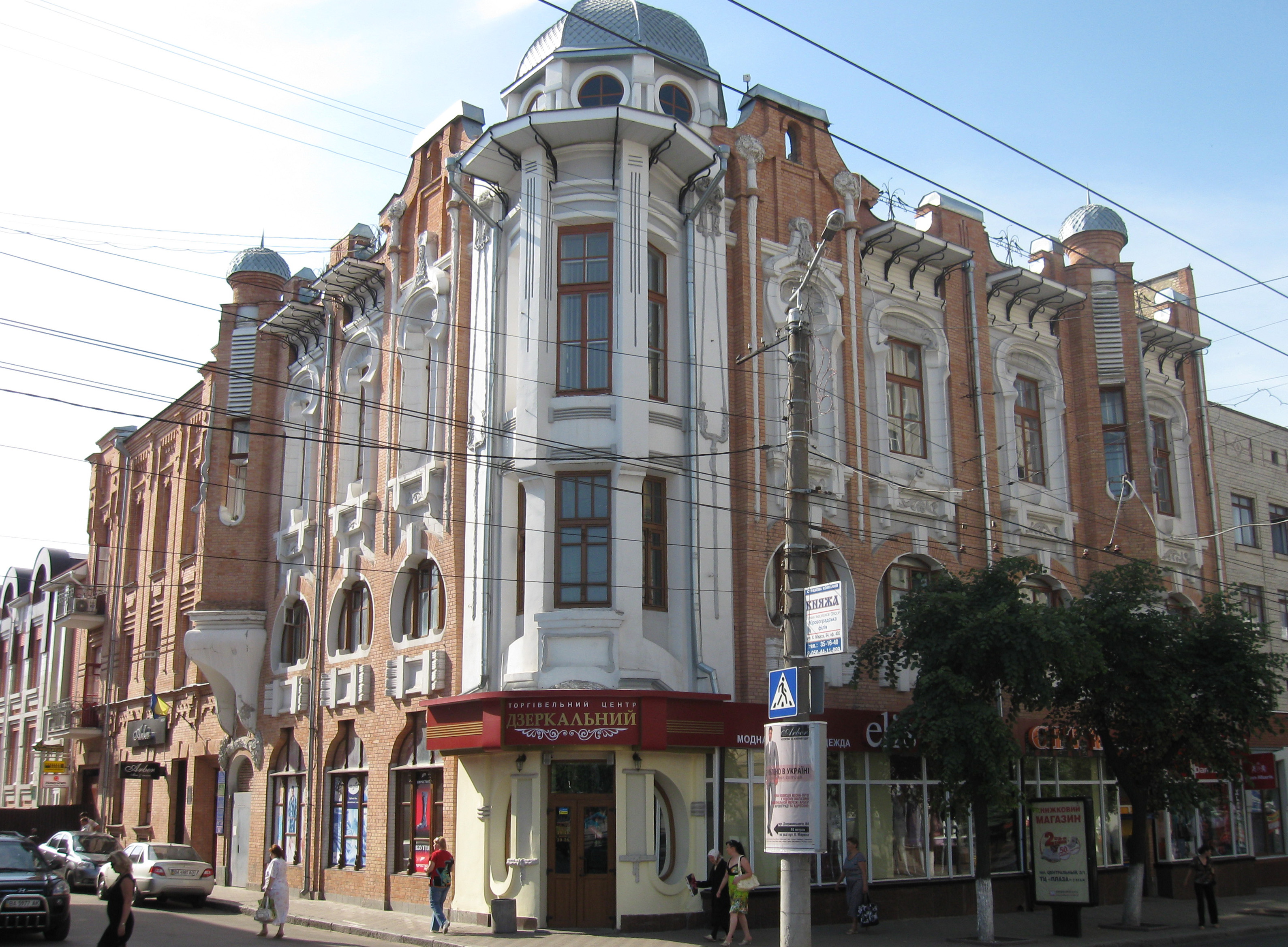
Торговельний центр «Дзеркальний» на вулиці Великій Перспективній (модерн)

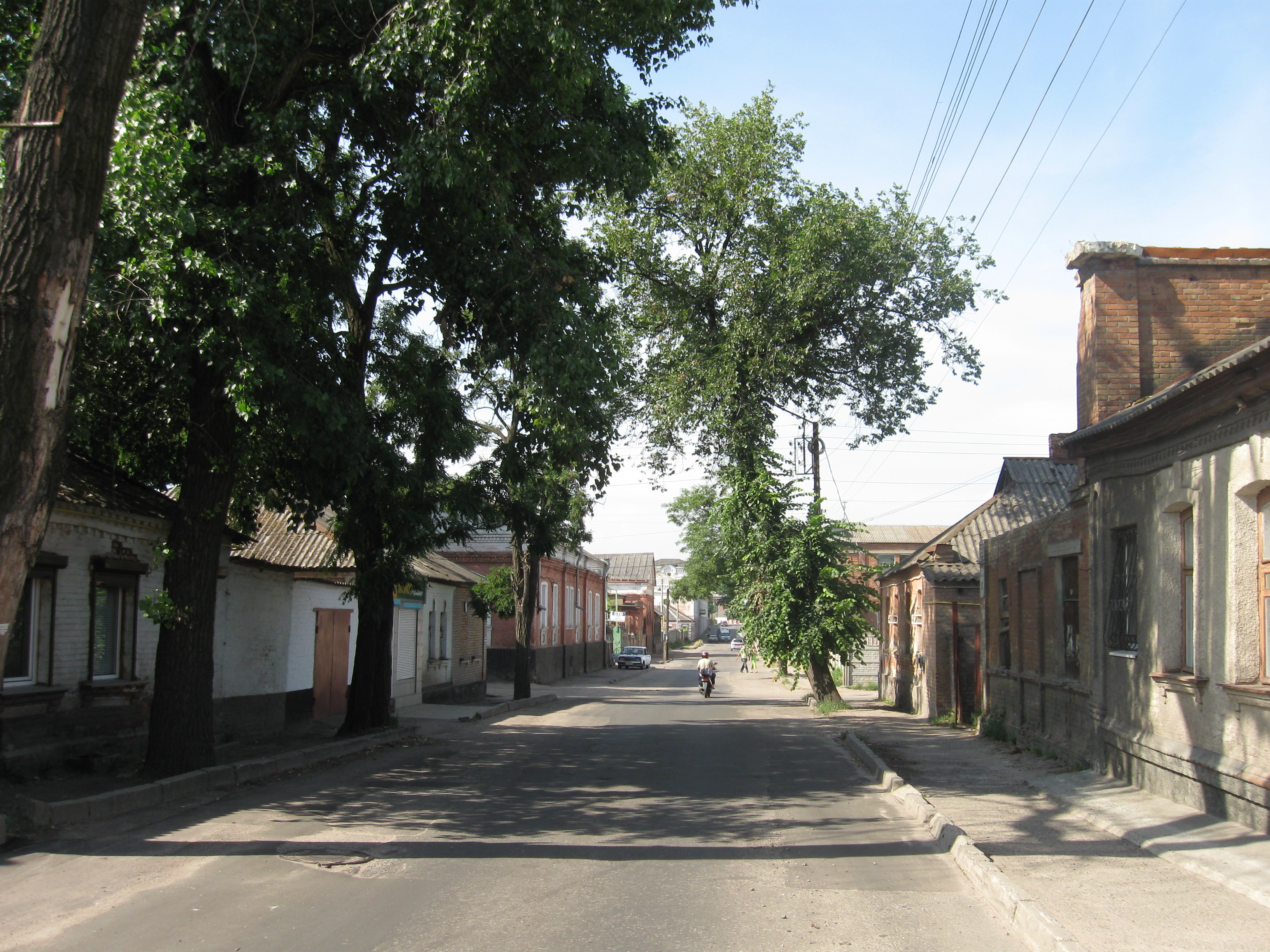
Вулиця Михайлівська

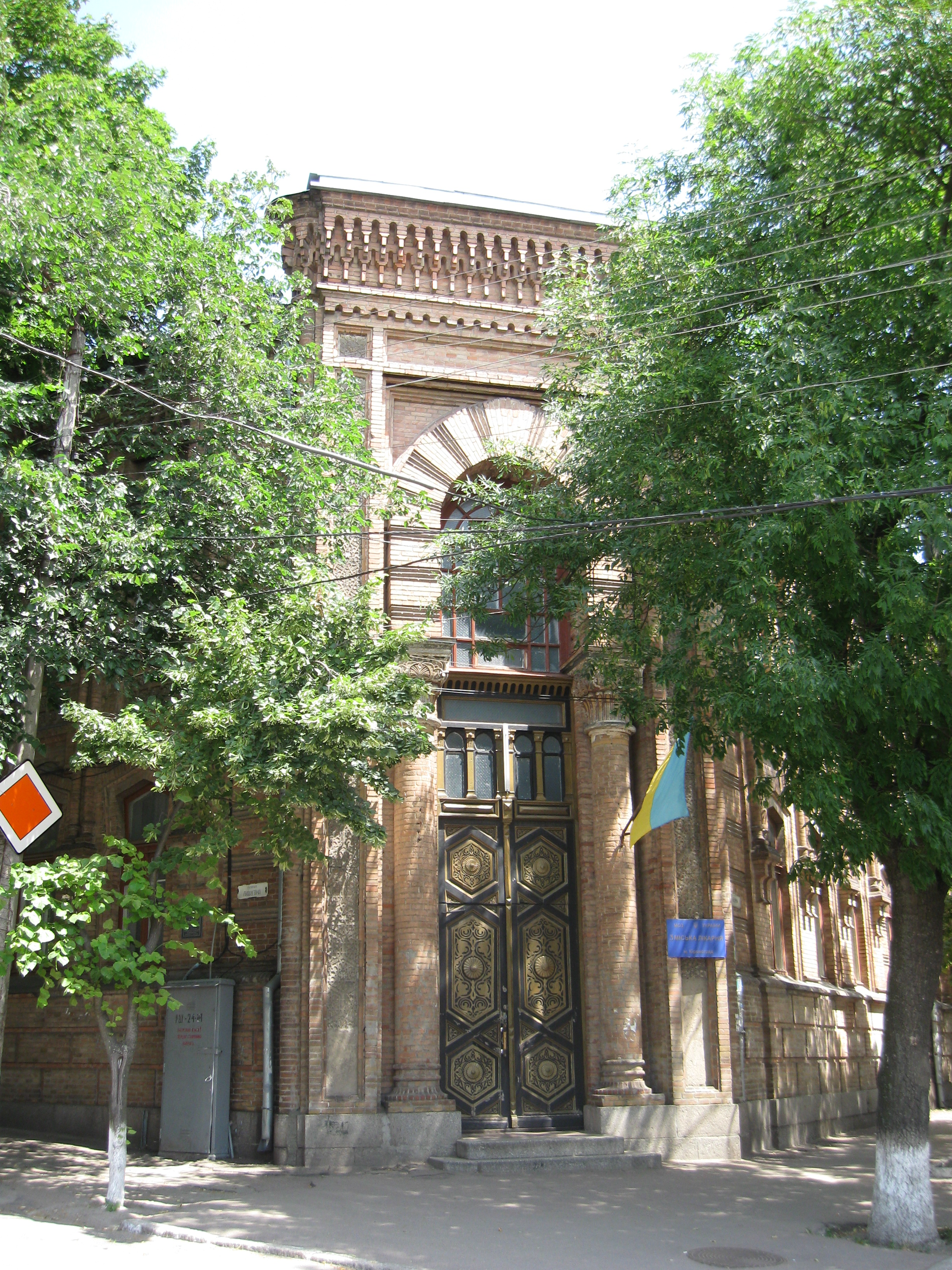
Водолікарня Гольденберга
(міська лікарня № З, Дворцова, 45)

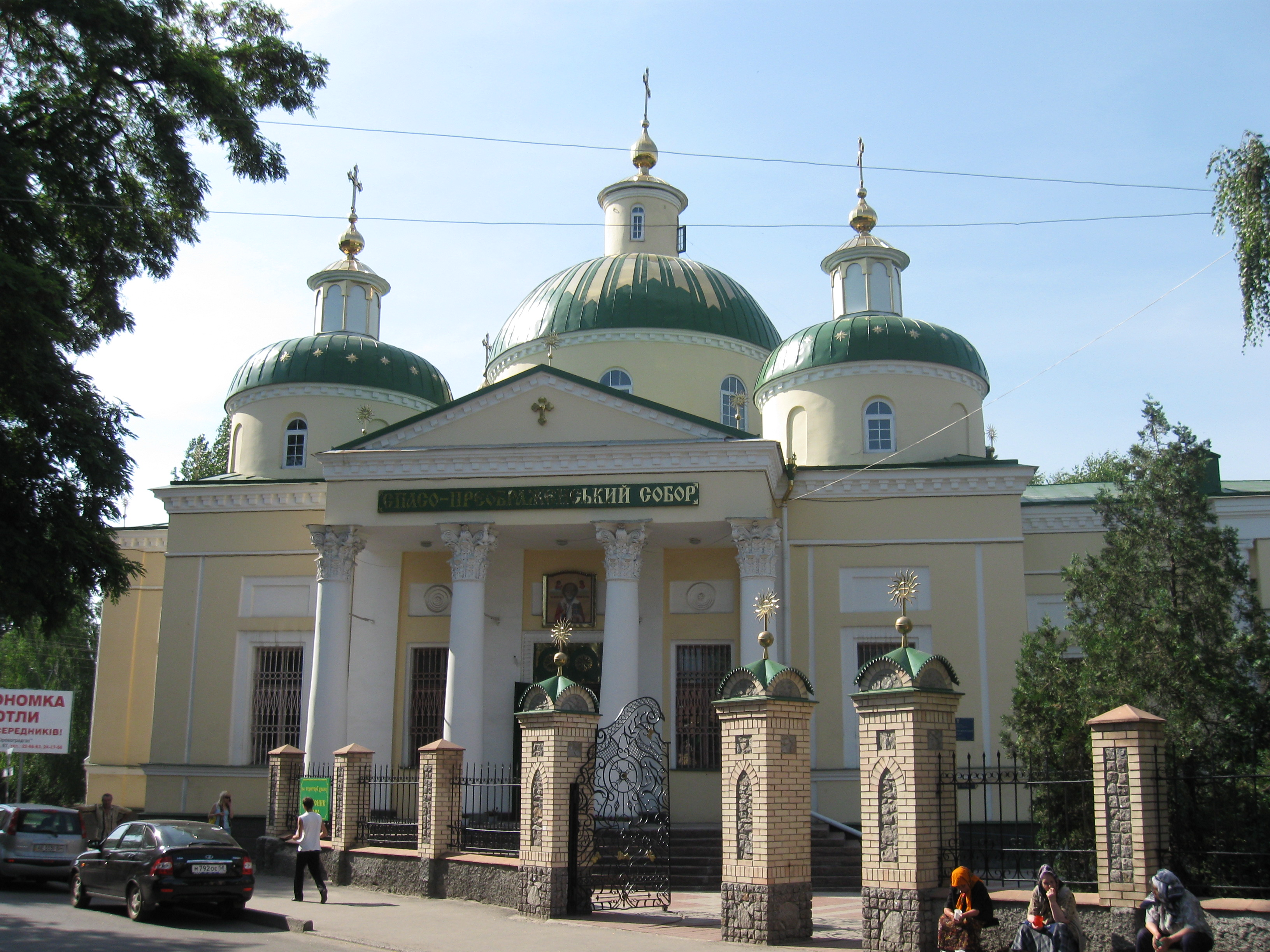
Спасо-Преображенський собор

Стаття Архітектура Кропивницького присвячена історичному розвитку містобудування Кропивницького, видатним міським будівлям та будівничим.

## З історії містобудування Кропивницького
У Кропивницькому, зокрема в історичному центрі, частково (у порівнянні з іншими обласними центрами країни доволі непогано) збереглася стара забудова (переважно 2-а пол. XIX століття), в тому числі низка культових споруд, рештки російських укріплень, єврейські квартали тощо. Особливістю Кропивницького є застосування в архітектурі окремих стилів (доволі великого числа), а не пануючого еклектизму, як скажімо в Києві.
Так, з кінця XVIII ст. місто забудовувалось спорудами у стилі класицизму (неокласицизму):
- палацовий корпус, ансамбль штабу, юнкерського училища та манежу (40-і рр. XIX ст.);
- присутствені місця (1848—51, арх. В. Верлон, добудовані 1882—1913)[1].

Деякі будинки мають мотиви бароко. Так, у стилі неокласицизму з вкрапленнями елементів бароко збудована будівля академічного українського музично-драматичний театру ім. М. Л. Кропивницького (1865—1867).
Є в місті і споруди т. зв. «єврейського бароко», по суті еклектичні, але з використанням деяких цікавих стилів — так, скажімо, в будівлі сучасної міської лікарні № 3 на вулиці Дворцова використано мавританський стиль. У низці будівель в стилі модерн вдало застосовано мотиви неоросійського («неоруського») стилю.
Наприкінці XIX — на початку ХХ ст.ст. цікавою архітектурною тенденцією у Єлисаветграді стало використання стилю модерн:
- будівля Пасажу — зараз обласний художній музей, 1887;
- будинок Барського, збудований у стилі «ранній модерн» у 1885—1905 рр, зараз краєзнавчий музей;
- будинок поштової контори, зараз офіс дирекції Кропивницької філії «Укрпошти», кін. XIX ст., з елементами модерну та інші.

Однак у немалому ступені архітектурне обличчя Кропивницького визначали робочі квартали, забудовані спорудами напівбарачного типу[джерело?]. Вулиця Кірова — одна з декількох вулиць історичного центру, що зберегла забудову робітничих кварталів.
За СРСР Кропивницький був забудований багатоповерховими (на той час) адміністративними, громадськими та житловими будинками, серед яких:
- будинок обкому Компартії України (арх. Л. Дворець, В. Сікорський, 1954);
- універмаг «Дитячий світ» (арх. А. Сидоренко, 1955);
- Будинок політосвіти (1972);
- критий ринок (1972);
- педагогічний універитет (арх. А. Сидоренко, 1978)[1].

У 1970-х роках значним успіхом місцевих інженерів та будівничих стала реалізація проекту з упорядкування і забудови міської набережної річки Інгул.
Наприкінці 1980-х рр. було розпочато будівництво, а здано в експлуатацію вже за незалежної України (1992 року) готель «Європа», на розі вулиць Велика Перспективна і Єгорова, що відтоді посідає провідне місце в готельному господарстві регіону.
У 2000-х після тривалої економічної кризи в місті знову почали зводити будівлі, переважно бізнесового призначення, також житлові будинки.

## Архітектори
- Андрій Михайлович Достоєвський (1825—1897) — молодший брат Ф. М. Достоєвського, працював міським архітектором Єлисаветграда від жовтня 1849 року до липня 1858 року;
- Яків Васильович Паученко (1866—1914) — видатний будівничий Єлисаветграда, рідний дядько художника-авангардиста О. О. Осмьоркіна. За його проектами було збудовано лікарню Червоного Хреста Св. Анни, лікувальні Гольденберга (суч. міська лікарня № 3), Вайсенберга, Мейтуса (тепер дитяча музична школа № 2), Міжнародний кредитний банк, Гостинний двір, театр «Ілюзіон» (тепер Кіровоградський облкомплекс), численні приватні будинки, в тому числі і власний будинок митця, в якому зараз розміщений Художньо-меморіальний музей О. О. Осьмьоркіна. У своїй творчості з успіхом поєднував популярний того часу модерн з іншими архітектурними стилями;
- Олександр Львович Лишневський (1868—1942) — талановитий архітектор (працював у стилях модерн і неокласицизм, відомий, перш за все, будівлями в Санкт-Петербурзі), початковий період самостійної творчості якого припав на роботу міським архітектором Єлисаветграда (від 1895 до 1901 року); тут за його були збудовані ремісничо-грамотне училище, реальне училище, гімназія, відділення банку, ряд особняків і церква.

## Історико-культурні та культові пам'ятки
До історико-культурних та культових споруд і пам'яток Кропивницького належать:
- Кафедральний собор Різдва Богородиці (Грецька церква), 1805-12 рр. — кам'яну церкву Пресвятої Володимирської Богородиці було зведено на місці старої дерев'яної. Збереглися давні розписи, реставровані 1905 року, тут також розташовується кам'яна дзвіниця й будинок настоятеля (1812 рік). Собор є єдиною культовою спорудою, яка ніколи не припиняла свою діяльність, навіть за доби СРСР.
- залишки Єлисаветинської фортеці — окремі будівлі військового поселення, яке дало початок місту: казарми, аптека, канцелярія, лікувальний корпус, житловий будинок, кухня (у теперішній час тут міститься Перша міська лікарня), фортечні вали, спеціально для огляду встановлено тогочасні гармати.
- комплекс будівель військового містечка (кін. 1840-х — поч. 1850-х років).
- Спасо-Преображенський собор (пам'ятка архітектури XVIII—XIX ст.ст.) — за СРСР 1965 року в його стінах було відкрито картинну галерею, що власне і врятувало культову споруду від знесення, а з проголошенням незалежності України господарем Спасо-Преображенської церкви 1992 року знову стала релігійна громада УПЦ МП, і відтоді богослужіння в ньому не припиняються. У 1990—2000-х рр. храм не тільки прикрасився зовні, але й став притулком для багатьох святинь.
- Свято-Покровська церква, 1850—75 роки.
- Головна синагога, 1853 рік.

## Галерея видів міста

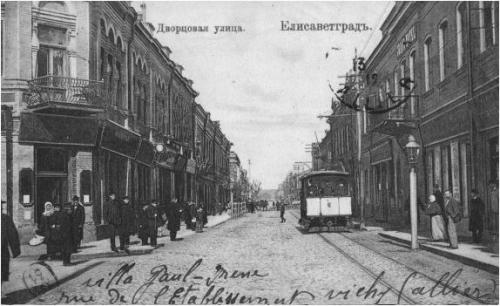
Дворцова вулиця Єлисаветграда, поч. ХХ ст.
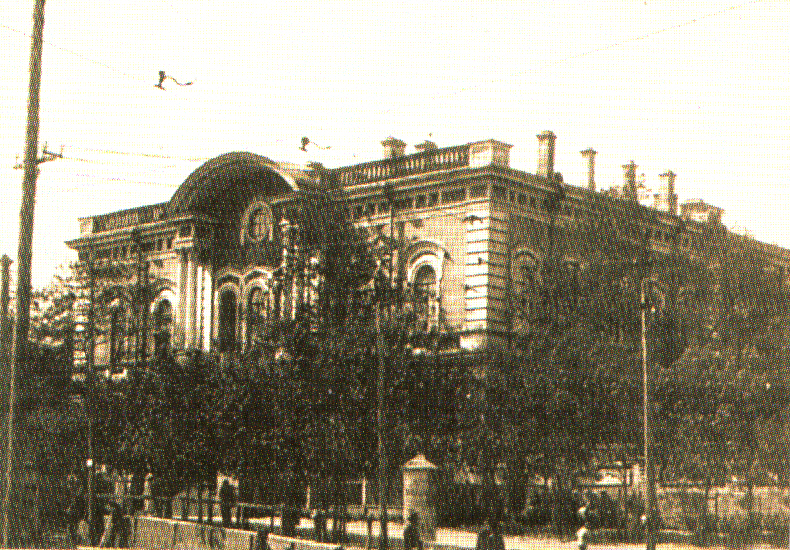
Будинок Єлисаветградського окружного суду (на поч. ХХ ст.)
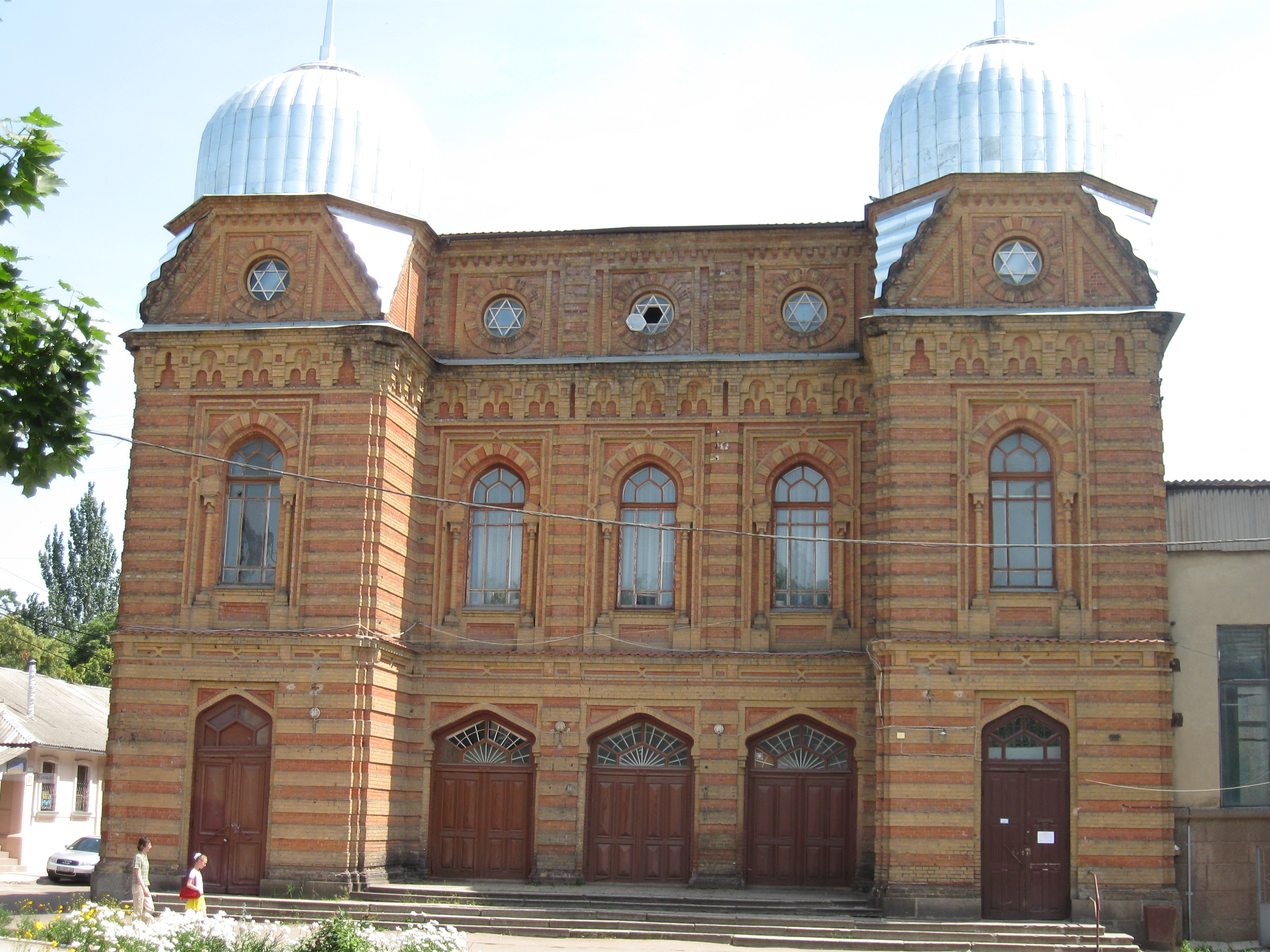
Кропивницька Велика хоральна синагога («єврейське бароко»)
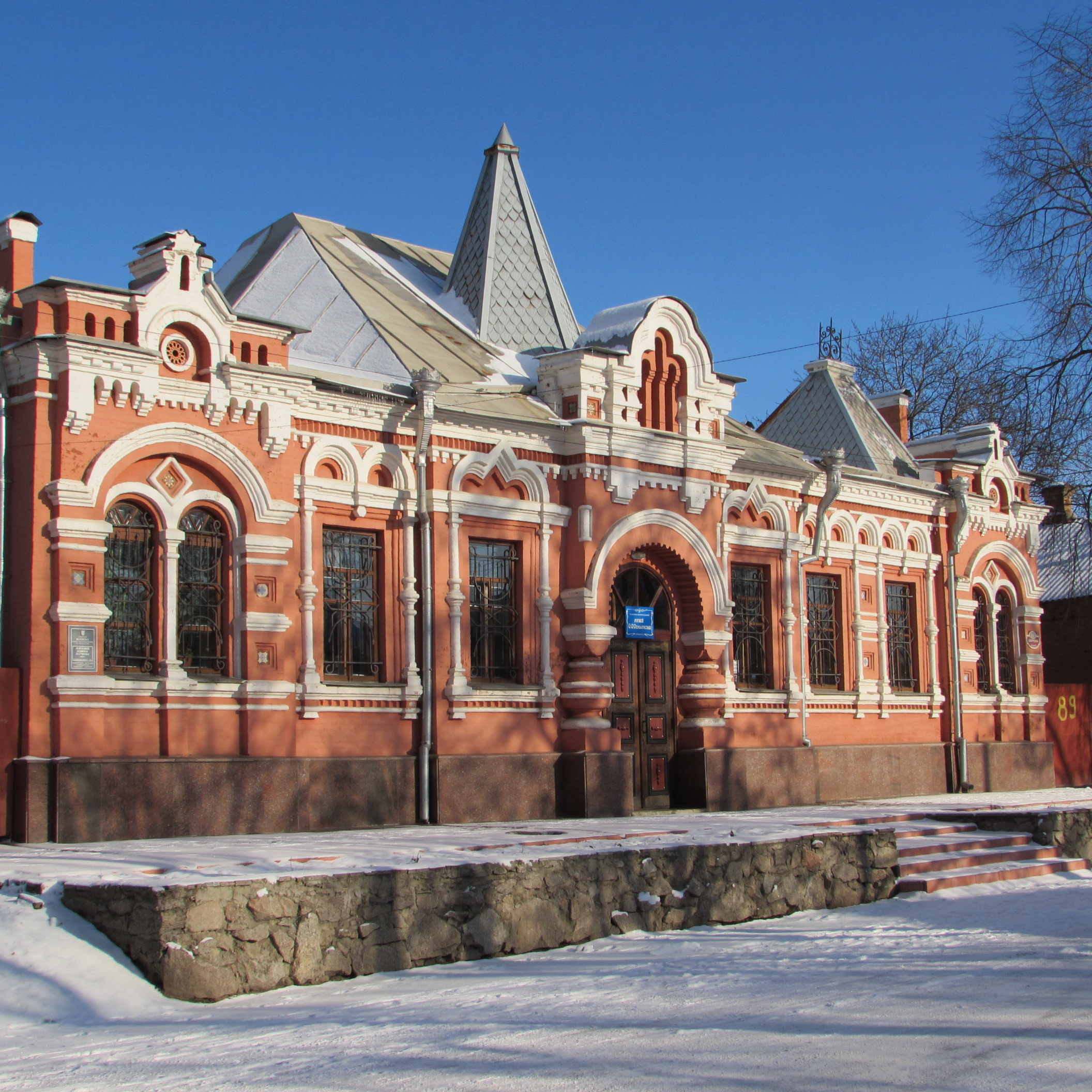
Художньо-меморіальний музей О.Осьмьоркіна
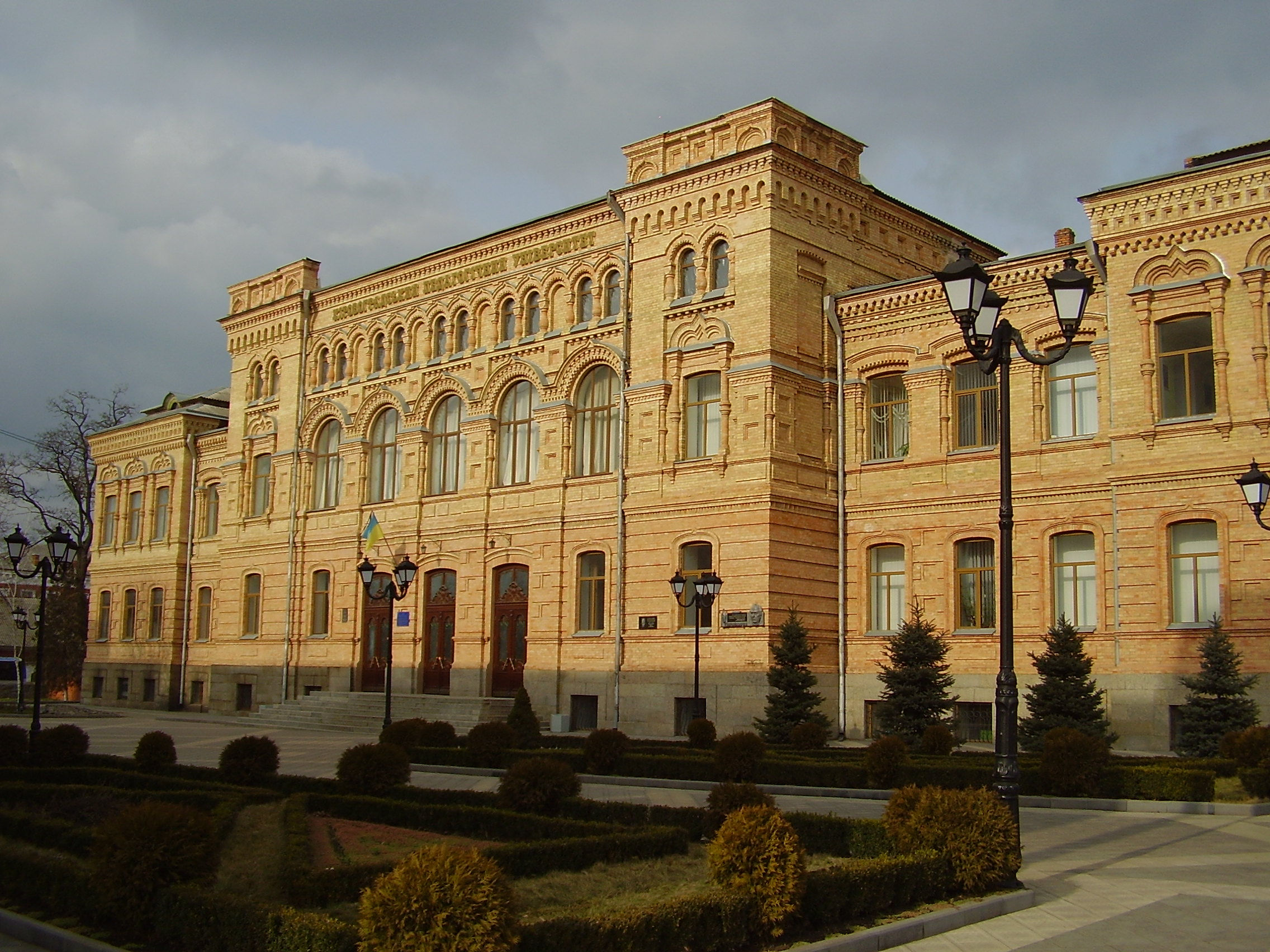
Старий корпус Центральноукраїнського державного педуніверситету ім.  В. Винниченка
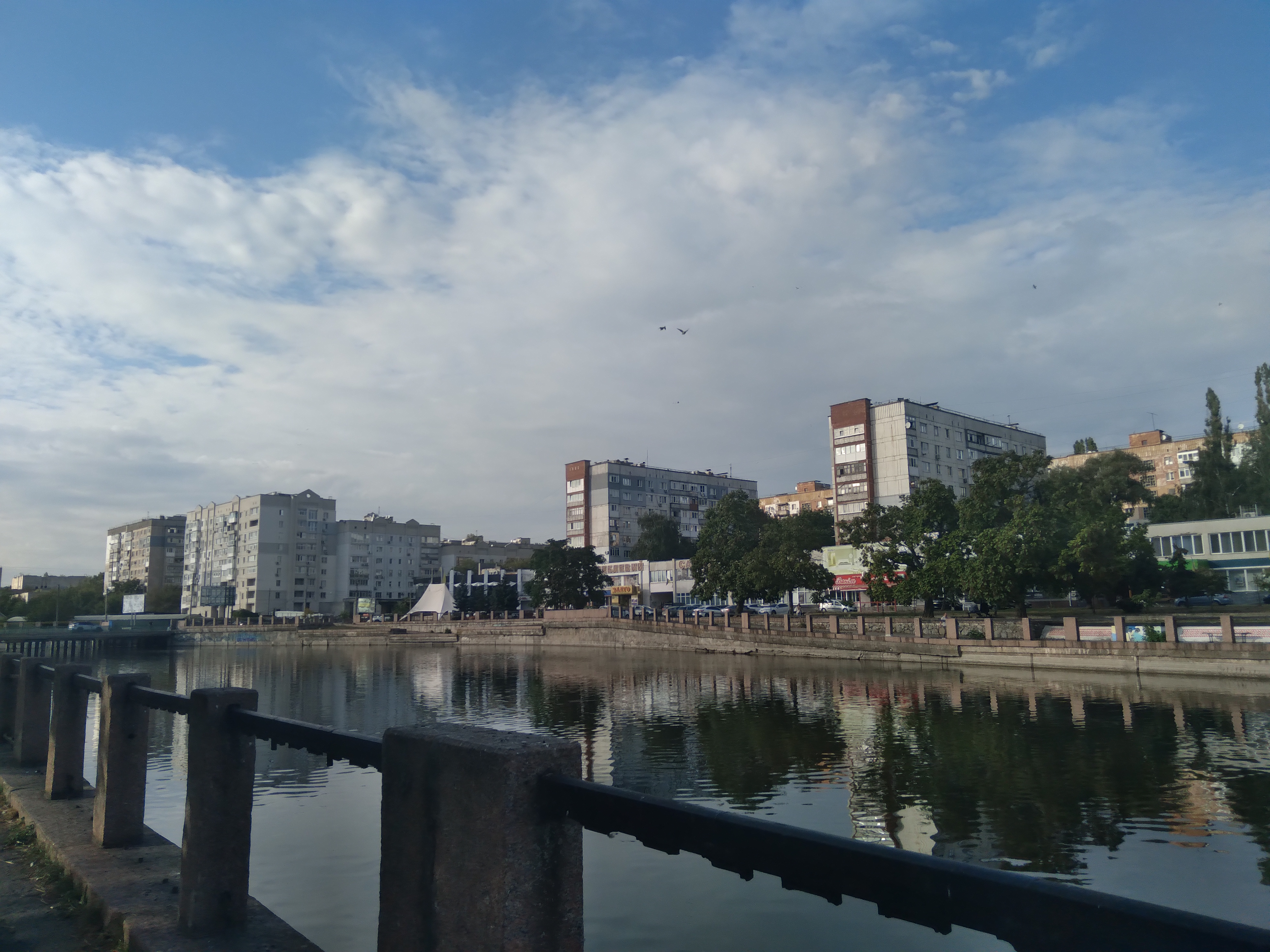
На набережній Інгулу (забудова радянської доби)
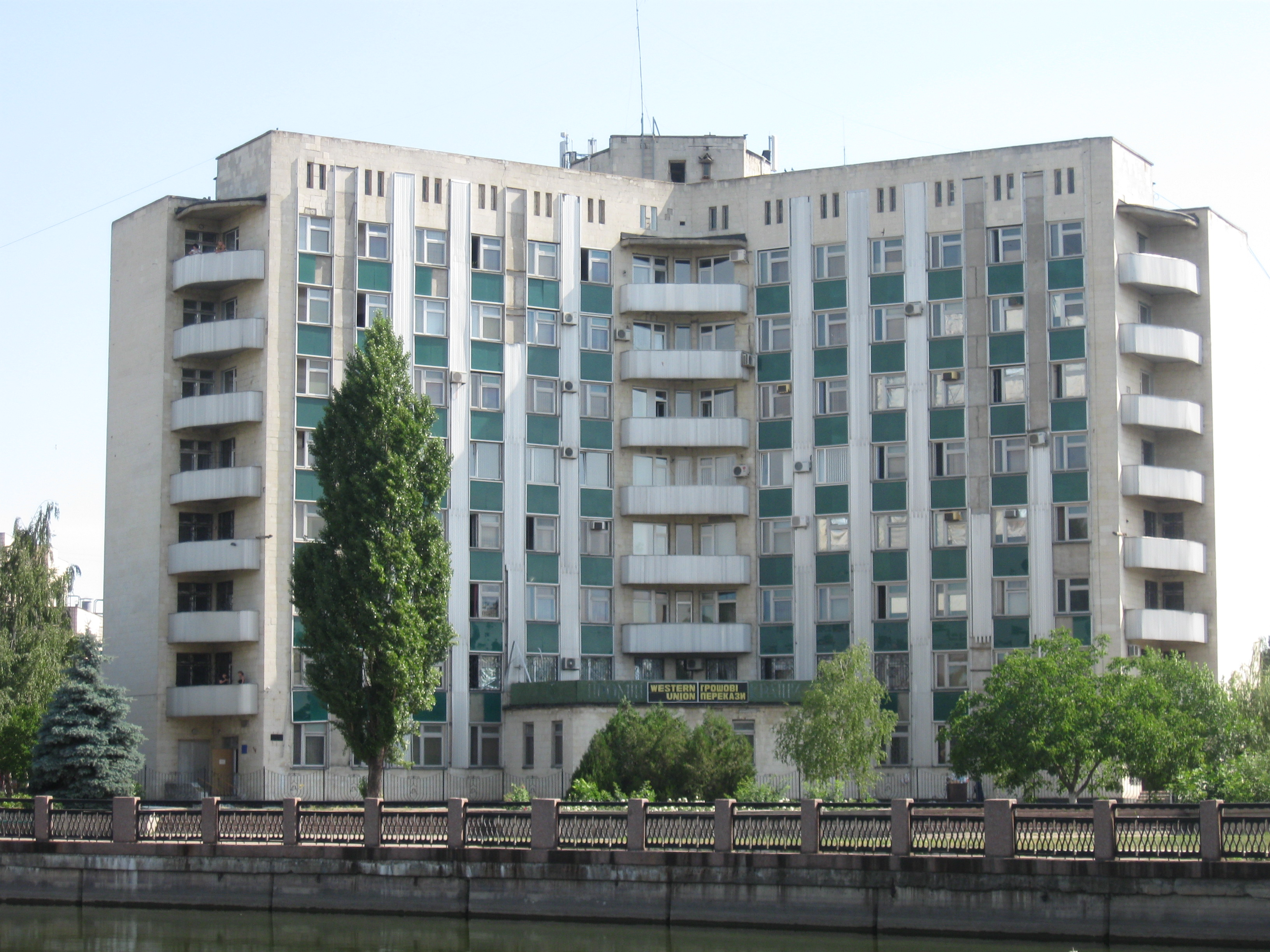
Будівля державної податкової служби України у Кіровоградській області на березі Інгулу (вул. Велика Перспективна, 55)